# Setodes dehensurae
Setodes dehensurae là một loài Trichoptera trong họ Leptoceridae. Chúng phân bố ở miền Cổ bắc.